# شتر سوری
شتر سوری (نام علمی: Camelus moreli) نام یک گونه منقرض شده از سرده شتر است. قد آن در بسیاری اوقات از شتر های معمولی بسیار بلند تر بوده است.